# 복평군
복평군 이연(福平君 李㮒, 1648년 11월 6일(음력 9월 22일) ~ 1700년 8월 14일(음력 6월 30일))은 조선의 왕족으로 인조의 손자이자, 인평대군의 여섯째 아들이다. 본명은 원(棩)인데 뒤에 연(㮒)으로 개명했다. 시호는 효익(孝翼)이다.

## 개요
인조의 아들인 인평대군의 아들이다. 인평대군과 효종의 우애가 돈독하였기 때문에 효종 또한 인평대군의 아들들을 총애하였고 사촌인 현종과는 매우 두텁게 지냈다.
두 형인 복창군(福昌君), 복선군(福善君)과 함께 삼복(三福)이라 불리며 왕실의 종친으로서 위세를 떨쳤다. 하지만 삼복 형제의 세력이 커질 것을 경계하던 숙종의 어머니 명성왕후와 숙종의 외조부 김우명의 고발에 의해 인선왕후의 국상중에 나인 귀례와 사통한 일로 추국을 받고 정배되었다.(→홍수의 변)
이후 정배에서 풀려났으나 경신환국 당시 허견 등과 삼복의 옥에 연루되어 두 형인 복창군과 복선군은 처형되고 복평군은 유배되었다. 고종 즉위 후 1864년 7월 고종의 특별지시로 효익의 시호가 내려졌다.

## 생애

### 출생
1648년(인조 26년) 9월 22일, 인조의 셋째 아들인 아버지 인평대군과 어머니 복천부부인 오씨의 여섯째 아들로 태어났다. 복녕군, 복창군, 복선군의 친동생이며 둘째 형, 넷째 형은 어려서 요절했다. 본명은 원(棩)이었고, 뒤에 연(㮒)으로 개명했다. 

### 입궁
1658년(효종 9년), 아버지 인평대군과 어머니 복천부부인이 세상을 떠나자 효종이 가엾게 여겨 인평대군의 자녀들 중 아직 혼례를 치르지 않은 복선군과 복평군, 인평대군의 두 딸을 궁궐로 데려와 길렀다. 복평군은 궁중에서 자라면서 자연스럽게 사촌 형인 현종과 친하게 지냈는데, 남자 형제가 없었던 현종은 인평대군의 아들들을 총애하며 형제처럼 지냈다. 이후 복평군(福平君)으로 책봉되었다.
1668년(현종 9년), 형인 복선군과 함께 사냥을 다니며 민간에 피해를 끼쳐 대사간등이 탄핵하여 추고하기를 청하니 현종이 따랐다.

### 홍수의 변
품계는 현록대부에 이르렀다. 1675년(숙종 1년), 인선왕후의 국상 중에 내수사의 여종 귀례(貴禮)와 정분을 쌓고 관계를 맺었다는 죄로 명성왕후와 청풍부원군 김우명의 공격을 받아 정배되었다. 이후 풀려났으나 1680년(숙종 6년) 삼복의 옥에 연루되어 두 형인 복창군과 복선군은 처형되고 복평군은 유배형에 처해졌다.

### 사망
1700년(숙종 26년) 6월 30일 사망하였다. 시신은 경기도 포천시 신북면 신평리, 인평대군 묘소 동쪽 세번째 언덕 임좌(壬坐)에 장사하였다. 고종 즉위 후 1864년 7월 5일 고종의 특별지시로 시호가 내려지고 7월 9일 시호를 효익이라 하였다.
1872년(고종 9) 고종의 특명으로 인조의 4남이자 숙부 용성대군(龍城大君)의 사후 계자로 출계했다.

## 가족 관계
본부인 전주최씨에게 자녀가 없어 첩에게서 5명의 서자를 두었다.
| - 조부 : 인조(仁祖, 1595~1649) - 조모 : 인열왕후 한씨(仁烈王后 韓氏, 1594~1635) - 친 아버지 : 인평대군(麟坪大君, 1622~1658) - 외조부 : 오단(吳端, 1592~1640) - 외조모 : 청송 심씨(靑松 沈氏, 1592~1672) - 어머니 : 복천부부인(福川府夫人) 동복 오씨(同福 吳氏, 1622~1658) - 형 : 복녕군(福寧君, 1639~1670) - 형 : 복창군(福昌君, 1641~1680) - 형 : 복선군(福善君, 1647~1680) - 여동생 : 이금온(李金溫, 1654~?) - 여동생 : 정중만의 처 이씨 - 양 아버지 : 용성대군 이곤(龍城大君 李滚) | - 부인 : 군부인(郡夫人) 전주 최씨(全州 崔氏) - 최영세(崔永世)의 딸 (소생 없음) - 첩부인 : 이름 미상 - 장남 : 완계군(完溪君) 이찬(李粲) - 차남 : 완천군(完川君) 이엽(李燁) - 3남 : 완양군(完陽君) 이홍(李烘) - 4남 : 완원군(完源君) 이식(李烒) - 복평군의 둘째 형인 복창군에게 출계 - 5남 : 완릉군(完陵君) 이경(李烱) - 복평군의 셋째 형인 복선군에게 출계 - 장녀 : 신한상(申漢相)의 처 이씨 - 차녀 : 최성대(崔盛大)의 처 이씨 |